# Actinia tabella
Actinia tabella is een zeeanemonensoort uit de familie Actiniidae. De anemoon komt uit het geslacht Actinia. Actinia tabella werd in 1846 voor het eerst wetenschappelijk beschreven door Drayton in Dana. 